# 대한민국 노동청
노동청(勞動廳)은 노동 조합·노동 위원회·근로 감독관·노동자에 대한 근로 조건·안전 관리·재해 보상 및 산업 재해 보험, 직업 안정·노동력 수급 조정·실업 대책·노동 통계 및 근로자의 복지와 후생, 기타 노동에 관한 사무를 관장하는 대한민국의 옛 중앙행정기관이다. 1963년 8월 26일 발족하였으며 1981년 4월 8일 노동부로 개편되면서 폐지되었다.

## 설치 근거 및 소관 업무
- 정부조직법 [법률 제1395호, 1963.08.26 일부개정] 제27조[1]
- 노동청직제 [각령 제1441호, 1963.08.31 제정] 제1조[2]

## 연혁
- 1948년 7월 17일 - 사회부에 노동국을 설치.
- 1955년 2월 17일 - 보건사회부 소속으로 변경.
- 1963년 8월 26일 - 노동국을 보건사회부의 외청으로 노동청으로 분리 설치.
- 1981년 4월 8일 - 노동청을 폐지하고 노동부를 신설.

## 조직
| - 감사담당관 ( 1977.09 ~ 1981.04 ) - 강릉지방사무소 ( 1974.10 ~ 1981.04 ) - 강원도지방노동위원회 ( 1980.12 ~ 1981.04 ) - 경기도지방노동위원회 ( 1980.12 ~ 1981.04 ) - 경기도직업안정소 ( 1970.04 ~ 1974.10 ) - 경북직업안정소 ( 1970.04 ~ 1974.10 ) - 경상남도지방노동위원회 ( 1980.12 ~ 1981.04 ) - 경상북도지방노동위원회 ( 1980.12 ~ 1981.04 ) - 공보담당관 ( 1970.04 ~ 1981.04 ) - 광주지방사무소 ( 1972.12 ~ 1981.04 ) - 광주직업안정소 ( 1968.06 ~ 1970.04 ) - 구미지방사무소 ( 1974.10 ~ 1981.04 ) - 국립노동과학연구소 ( 1977.04 ~ 1981.04 ) - 국립중앙직업안정소 ( 1979.06 ~ 1981.04 ) - 국립중앙직업훈련원 ( 1977.04 ~ 1981.04 ) - 군산지방사무소 ( 1974.10 ~ 1981.04 ) - 근로기준관 ( 1972.02 ~ 1981.04 ) - 근로기준담당관 ( 1970.04 ~ 1972.02 ) | - 기획관리관 ( 1963.12 ~ 1970.04 ) - 기획관리관 ( 1972.02 ~ 1981.04 ) - 기획관리담당관 ( 1970.04 ~ 1972.02 ) - 노동보험관 ( 1972.02 ~ 1973.03 ) - 노동보험국 ( 1973.03 ~ 1981.04 ) - 노동연수원 ( 1979.06 ~ 1981.04 ) - 노무관 ( 1965.02 ~ 1976.03 ) - 노정국 ( 1963.08 ~ 1981.04 ) - 대구시지방노동위원회 ( 1981.12 ~ 1981.04 ) - 대구지방사무소 ( 1972.12 ~ 1981.04 ) - 대구직업안정소 ( 1968.06 ~ 1970.04 ) - 대전지방사무소 ( 1972.12 ~ 1981.04 ) - 대전직업안정소 ( 1968.06 ~ 1970.04 ) - 마산지방사무소 ( 1974.10 ~ 1981.04 ) - 목포지방사무소 ( 1974.10 ~ 1981.04 ) - 법무관 ( 1963.12 ~ 1970.04 ) - 보상보험담당관 ( 1970.04 ~ 1972.02 ) - 보험관리관 ( 1968.06 ~ 1970.04 ) | - 부산동래지방사무소 ( 1974.10 ~ 1981.04 ) - 부산중부지방사무소 ( 1974.10 ~ 1981.04 ) - 부산지방사무소 ( 1972.12 ~ 1974.10 ) - 부산직업안정소 ( 1968.06 ~ 1974.10 ) - 부산직할시지방노동위원회 ( 1980.12 ~ 1981.04 ) - 비상계획담당관 ( 1969.03 ~ 1981.04 ) - 산업안전관 ( 1979.06 ~ 1981.04 ) - 서울제1직업안정소 ( 1968.06 ~ 1970.04 ) - 서울제2직업안정소 ( 1968.06 ~ 1970.04 ) - 서울관악지방사무소 ( 1974.10 ~ 1981.04 ) - 서울남부지방사무소 ( 1974.10 ~ 1981.04 ) - 서울동부지방사무소 ( 1974.10 ~ 1981.04 ) - 서울북부지방사무소 ( 1974.10 ~ 1981.04 ) - 서울서부지방사무소 ( 1974.10 ~ 1981.04 ) - 서울중부지방사무소 ( 1974.10 ~ 1981.04 ) - 서울직업안정소 ( 1970.04 ~ 1974.10 ) - 서울특별시지방노동위원회 ( 1980.12 ~ 1981.04 ) - 성남지방사무소 ( 1974.10 ~ 1981.04 ) | - 수원지방사무소 ( 1974.10 ~ 1981.04 ) - 영월지방사무소 ( 1974.10 ~ 1981.04 ) - 영주지방사무소 ( 1974.10 ~ 1981.04 ) - 울산지방사무소 ( 1974.10 ~ 1981.04 ) - 의정부지방사무소 ( 1974.10 ~ 1981.04 ) - 이리지방사무소 ( 1974.10 ~ 1981.04 ) - 인력개발관 ( 1972.02 ~ 1981.04 ) - 인력개발담당관 ( 1970.04 ~ 1972.02 ) - 인천북부지방사무소 ( 1974.10 ~ 1981.04 ) - 인천시지방노동위원회 ( 1980.12 ~ 1981.04 ) - 인천중부지방사무소 ( 1974.10 ~ 1981.04 ) - 인천지방사무소 ( 1972.12 ~ 1974.10 ) - 인천직업안정소 ( 1968.06 ~ 1970.04 ) - 장성지방사무소 ( 1974.10 ~ 1981.04 ) - 전남직업안정소 ( 1970.04 ~ 1974.10 ) - 전라남도지방노동위원회 ( 1980.12 ~ 1981.04 ) - 전라북도지방노동위원회 ( 1980.12 ~ 1981.04 ) - 전주지방사무소 ( 1974.10 ~ 1981.04 ) | - 제주지방사무소 ( 1974.10 ~ 1981.04 ) - 중앙노동위원회 ( 1963.12 ~ 1981.04 ) - 지방노동위원회 ( 1953.04 ~ 1981.04 ) - 직업안정국 ( 1963.08 ~ 1981.04 ) - 직업훈련관 ( 1968.06 ~ 1970.04 ) - 직업훈련관 ( 1972.02 ~ 1973.03 ) - 직업훈련국 ( 1973.03 ~ 1981.04 ) - 직업훈련담당관 ( 1970.04 ~ 1972.02 ) - 진주지방사무소 ( 1974.10 ~ 1981.04 ) - 천안지방사무소 ( 1974.10 ~ 1981.04 ) - 청주지방사무소 ( 1974.10 ~ 1981.04 ) - 총무과 ( 1963.08 ~ 1981.04 ) - 춘천지방사무소 ( 1974.10 ~ 1981.04 ) - 충남직업안정소 ( 1970.04 ~ 1974.10 ) - 충주지방사무소 ( 1974.10 ~ 1981.04 ) - 충청남도지방노동위원회 ( 1980.12 ~ 1981.04 ) - 충청북도지방노동위원회 ( 1980.12 ~ 1981.04 ) - 포항지방사무소 ( 1974.10 ~ 1981.04 ) - 해외근로국 ( 1977.10 ~ 1981.04 ) |

## 역대 청·차장

### 노동청장
| 정부        | 대수           | 이름                               | 임기                               | 출신지                     | 출신학교 | 비고                              |
| ----------- | -------------- | ---------------------------------- | ---------------------------------- | -------------------------- | --- | --------------------------------- |
| 제 3 공화국 | 초대           | 정희섭(鄭熙燮)                     | 1963년 9월 2일 ~ 1964년 1월 17일   | 평남 평원                  | 평양의학대 | 보건사회부 장관&제9·10대 국회의원 |
| 제 3 공화국 | 2대            | 이찬우(李燦雨)                     | 1964년 1월 18일 ~ 1965년 12월 13일 | 강원 춘성 (현 강원 춘천)   | 서울대 | 제5대 국회의원                    |
| 제 3 공화국 | 3대            | 이승택(李昇澤)                     | 1965년 12월 13일 ~ 1967년 6월 11일 | 전남 제주 (현 제주 제주)   | 일본 도쿄대 | 제주도지사                        |
| 제 3 공화국 | 4대            | 조의창(趙義暢)                     | 1971년 6월 11일 ~ 1973년 12월 19일 | 경남 부산 (현 경남과 분리) | 대구대 |                                   |
| 제 4 공화국 | 4대            | 조의창(趙義暢)                     | 1971년 6월 11일 ~ 1973년 12월 19일 | 경남 부산 (현 경남과 분리) | 대구대 |                                   |
| 5대         | 최두열(崔杜烈) | 1973년 12월 19일 ~ 1975년 6월 30일 | 경남 고성                          | 서울대                     | 부산직할시장&내무부 치안국장&농어촌개발공사 사장 |                                   |
| 6대         | 최석원(崔錫元) | 1975년 6월 30일 ~ 1977년 7월 7일   | 경남 김해                          | 서울대                     | 경찰전문학교장&부산직할시장&내무부 치안국장&건설부 차관 |                                   |
| 7대         | 박상렬(朴商烈) | 1977년 7월 7일 ~ 1980년 1월 16일   | 함남 함흥                          | 서울대                     | 제주도지사&노동청 중앙직업훈련원장&보건사회부 기획관리실장&국립현대미술관장                                                                                                   |                                   |
| 8대         | 정종택(鄭宗澤) | 1980년 1월 17일 ~ 1980년 5월 22일  | 충북 청원                          | 서울대                     | 충청북도지사&환경부 장관&농수산부 장관&제11·12·13대 국회의원&한국정치발전연구회 이사장                                                                                        |                                   |
| 9대         | 박창규(朴昌圭) | 1980년 5월 27일 ~ 1980년 7월 9일   | 충남 보령                          | 성균관대                   | 대구시장&노동청 기획관리관·차장 |                                   |
| 직무대리    | 한진희(韓眞熙) | 1980년 7월 10일 ~ 1980년 7월 18일  | 충남 아산                          | 고려대                     | 노동청 노정국장&노동부 차관&서울지하철공사 사장&중앙노동위원회 위원장 |                                   |
| 10대        | 권중동(權重東) | 1980년 7월 19일 ~ 1981년 4월 7일   | 경북 안동                          | 서울대                     | 보건사회부 사회국장·복지연금국장·해외이주국장·환경위생국장&제9·12대 국회의원&중앙노동위원회 위원장 전국체신노동조합 위원장&한국노동조합총연맹 중앙교육원장&한국노동문화협회장 |                                   |

### 노동청 차장
| 정부        | 대수           | 이름                              | 임기                              | 출신지   | 출신학교                                                              | 비고                                      |
| ----------- | -------------- | --------------------------------- | --------------------------------- | -------- | --------------------------------------------------------------------- | ----------------------------------------- |
| 제 3 공화국 | 초대           | 김문영(金文永)                    | 1963년 9월 2일 ~ 1966년 5월 18일  |          |                                                                       | 보건사회부 노동국장                       |
| 제 3 공화국 | 2대            | 우기도(禹基度)                    | 1966년 5월 25일 ~ 1969년 7월 28일 |          |                                                                       |                                           |
| 제 3 공화국 | 3대            | 허성준(許成俊)                    | 1969년 7월 28일 ~ 1970년 1월 6일  |          |                                                                       | 노동청 기획관리관&보건사회부 기획관리실장 |
| 제 3 공화국 | 4대            | 김원규(金圓珪)                    | 1970년 1월 6일 ~ 1972년 2월 15일  |          |                                                                       | 보건사회부 기획관리실장                   |
| 제 3 공화국 | 5대            | 허성준(許成俊)                    | 1972년 2월 15일 ~ 1974년 7월 19일 |          |                                                                       | 노동청 기획관리관&보건사회부 기획관리실장 |
| 제 4 공화국 | 5대            | 허성준(許成俊)                    | 1972년 2월 15일 ~ 1974년 7월 19일 |          |                                                                       | 노동청 기획관리관&보건사회부 기획관리실장 |
| 6대         | 박창규(朴昌圭) | 1974년 7월 19일 ~ 1980년 5월 27일 | 충남 보령                         | 성균관대 | 대구시장&노동청 기획관리관&노동청장                                   |                                           |
| 7대         | 한진희(韓眞熙) | 1980년 5월 31일 ~ 1980년 8월 20일 | 충남 아산                         | 고려대   | 노동청 노정국장&노동부 차관&서울지하철공사 사장&중앙노동위원회 위원장 |                                           |
| 8대         | 장영철(張永喆) | 1980년 8월 20일 ~ 1981년 4월 7일  | 경북 칠곡                         | 명지대   | 관세청장&노동부 장관&제13·14·15대 국회의원                            |                                           |

## 같이 보기
- 미군정 노동부
- 대한민국 노동부